# Histoire des Chênes de l'Amérique
Histoire des Chênes de l'Amérique (abreviado Hist. Chênes Amér.) es un libro con ilustraciones y descripciones botánicas que fue escrito por el botánico, briólogo y  explorador francés André Michaux. Fue publicado en París en el año 1801.